# 埃維奧納

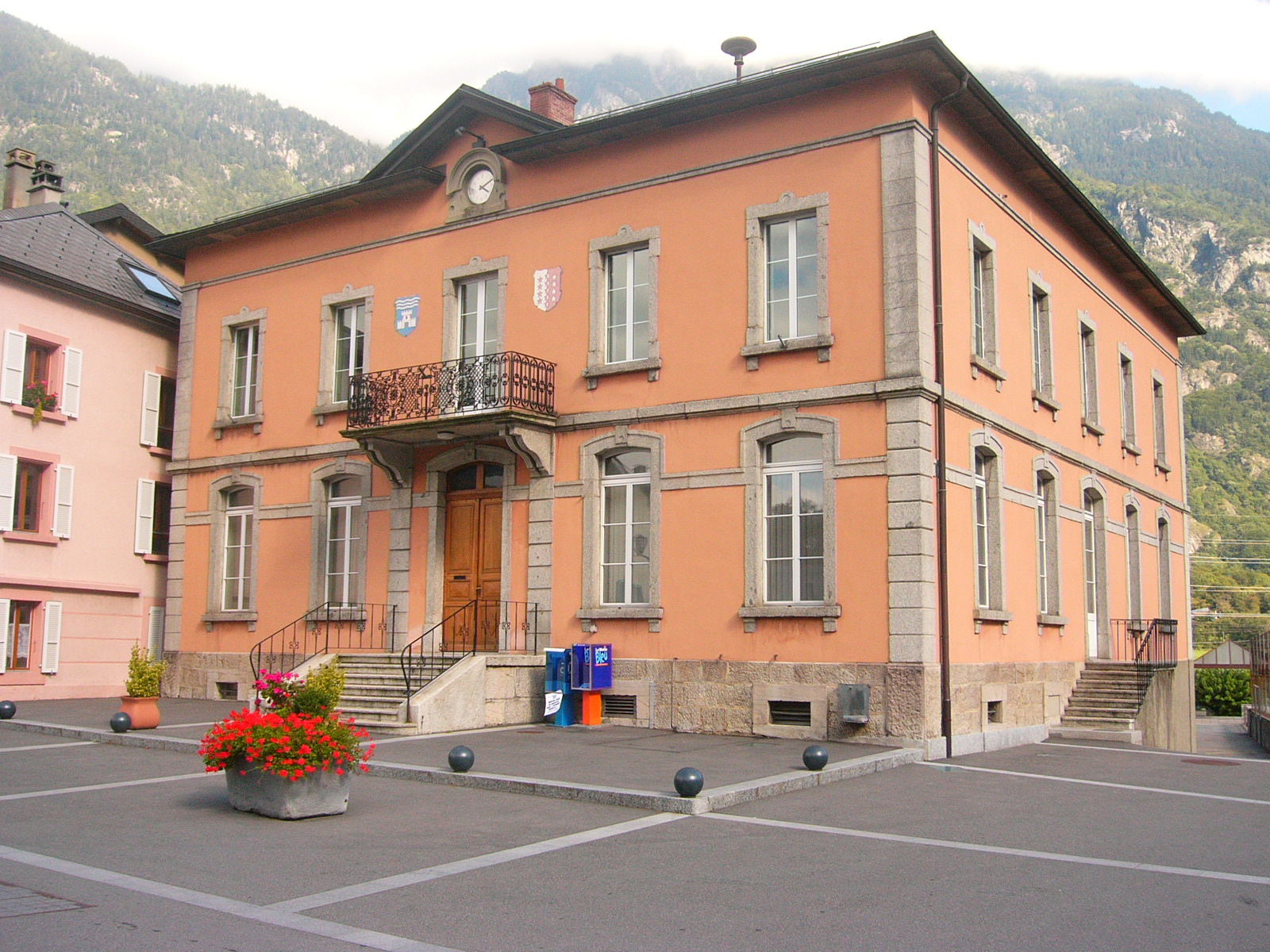

埃維奧納是瑞士的城鎮，位於該國南部，由瓦萊州負責管轄，面積47.99平方公里，海拔高度469米，2011年人口1,120，八成人口信奉羅馬天主教，人口密度每平方公里23人。

## 外部連結
- Official website（页面存档备份，存于） （法文）